# روئنا (اورگن)
روئنا (به انگلیسی: Rowena) یک منطقهٔ مسکونی در ایالات متحده آمریکا است که در شهرستان واسکو، اورگن واقع شده‌است. روئنا ۴٫۸ کیلومتر مربع مساحت و ۱۸۷ نفر جمعیت دارد و ۴۲ متر بالاتر از سطح دریا واقع شده‌است.